# Rhinocricus urukumui
Rhinocricus urukumui är en mångfotingart som beskrevs av Christoph D. Schubart 1947. Rhinocricus urukumui ingår i släktet Rhinocricus och familjen Rhinocricidae. Inga underarter finns listade i Catalogue of Life.